# DAF 트럭
주식합자회사 판 도르너 자동차공작소(네덜란드어: Van Doorne's Automobielfabriek N.V.), 약칭 DAF는 네덜란드의 자동차 메이커이다. 예전 이름은 주식합자회사 판 도르너 부수차공작소(네덜란드어: Van Doorne's Aanhangwagenfabriek N.V.)였다.

## 역사
1928년에 CVHDM 자동차(네덜란드어: Commanditaire Vennootschap Hub van Doorne 's Machinefabriek)로 설립되었다. 1949년에 최초로 트럭을 생산하기 시작했고 이후 현재의 사명으로 변경했다. 1958년에 승용차를 생산하기 시작했으나 1975년에 볼보에 인수 후 합병이 되었다. 1980년에 버스 사업부를 분할 하면서 유나이티드 버스로 설립되었다. 1987년에 영국의 자동차 메이커인 레이랜드 트럭을 인수했고 같은 해 네덜란드 주식 시장에 상장했다. 하지만 1993년에 경영난으로 인해 도산이 되면서 영국의 트럭 사업부는 레이랜드 트럭으로 밴 사업부는 LDV 자동차로 분할이 되었다. 1996년에 미국의 트럭 사업부인 파카 그룹에 인수되었다. 이후 영국의 트럭 사업부인 레이랜드 트럭도 1998년에 인수되었다.

## 사진

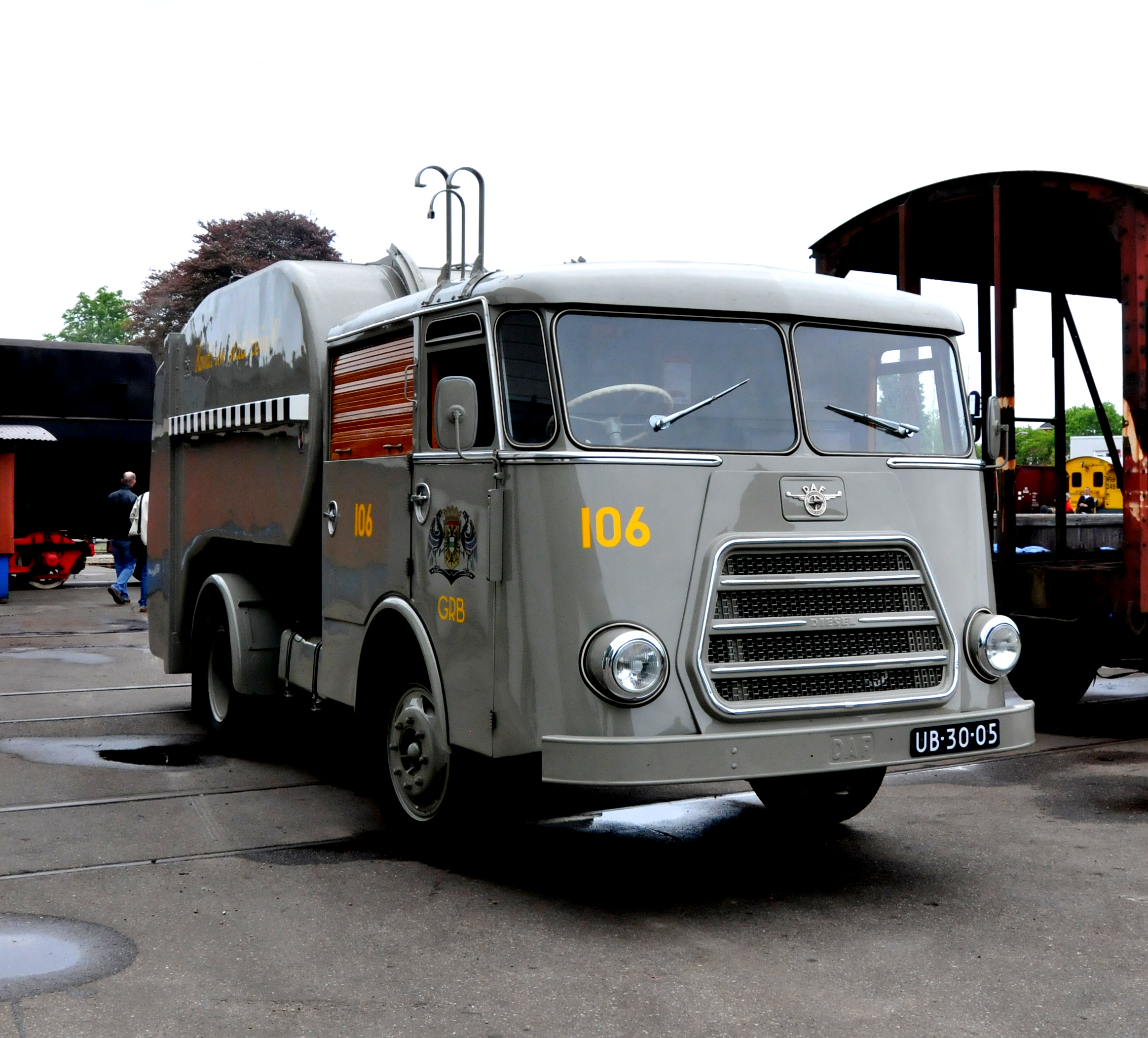
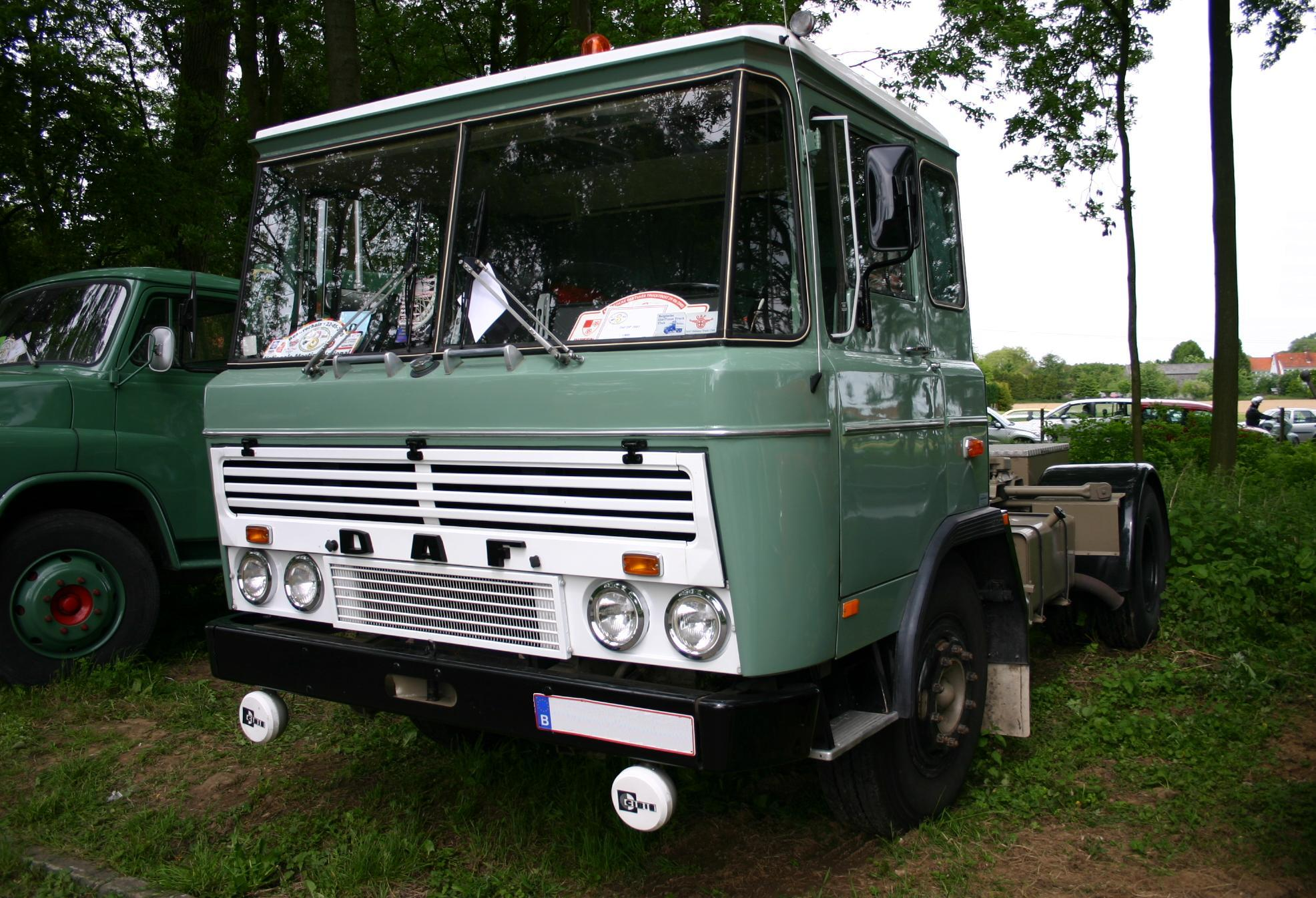
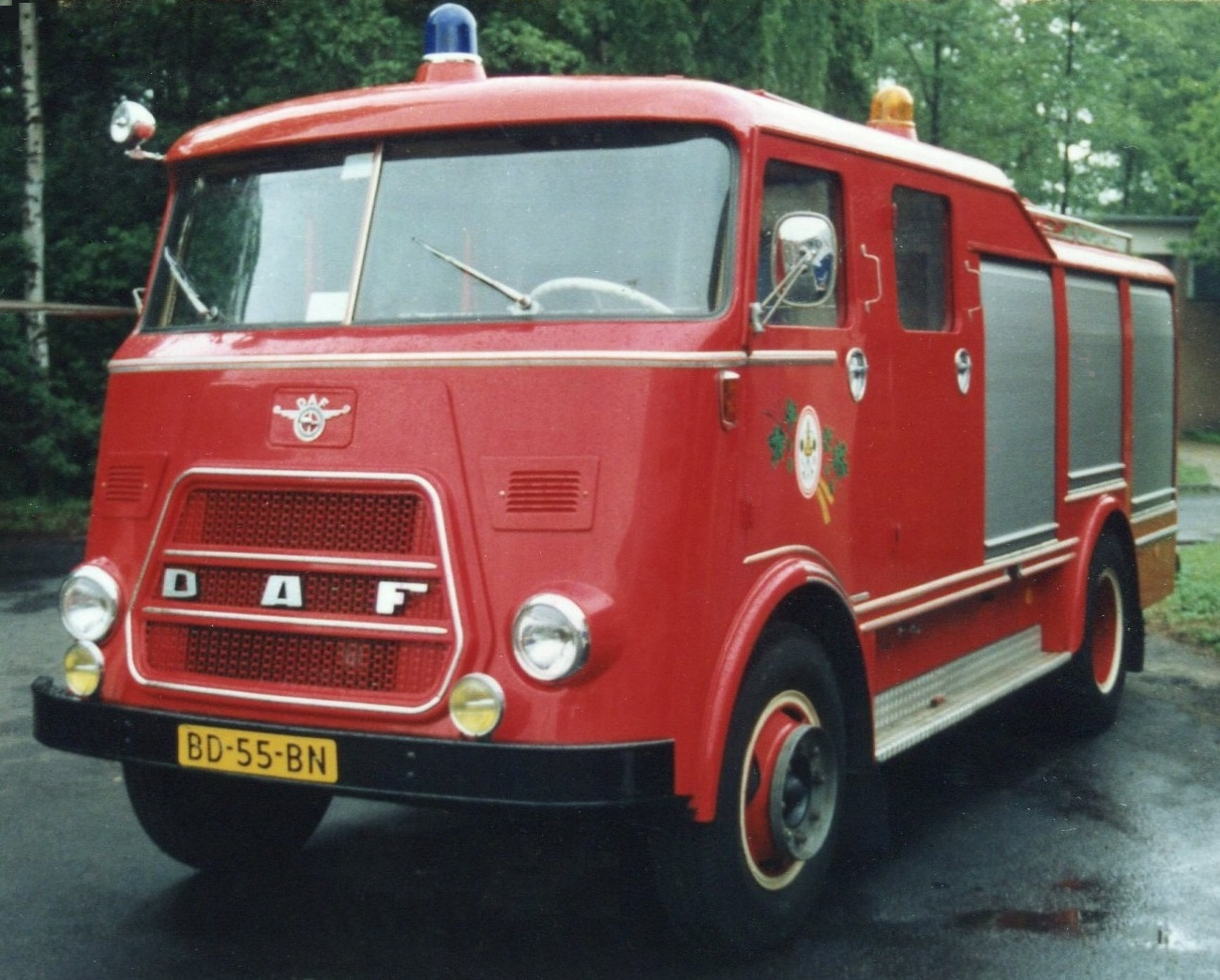
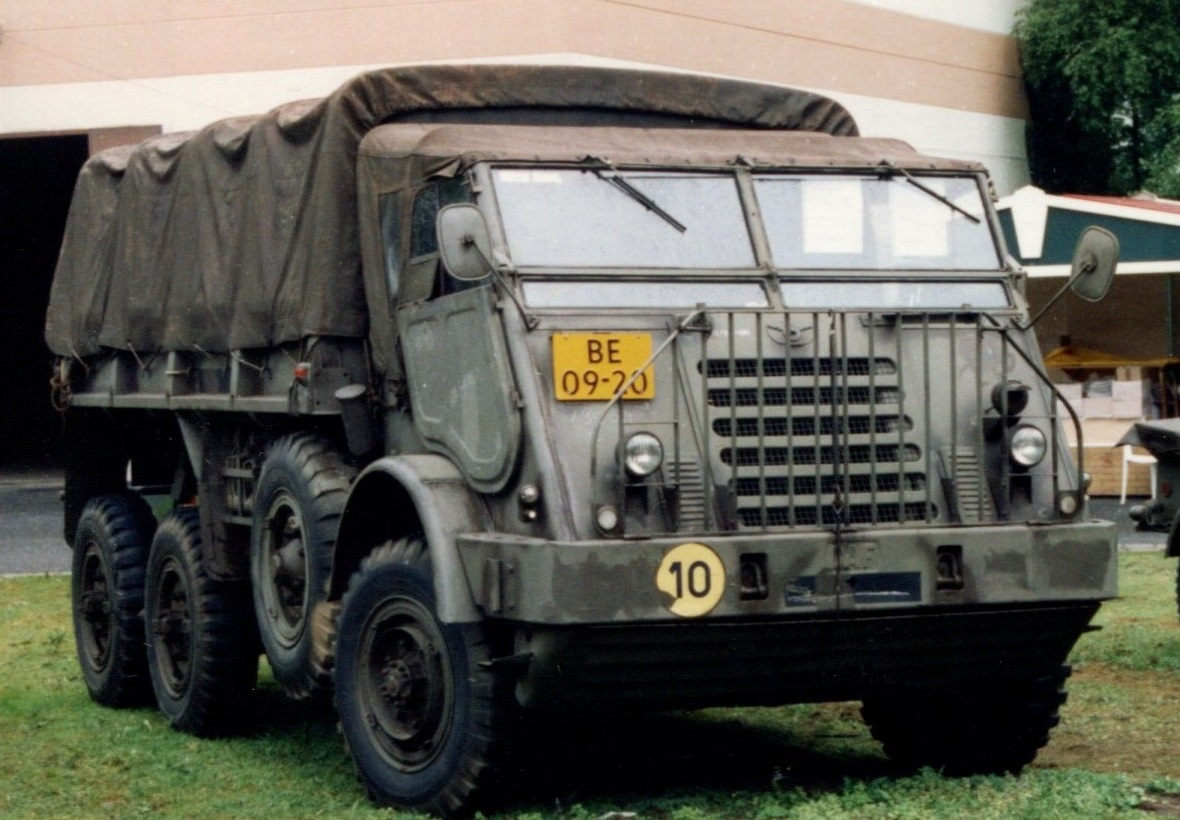
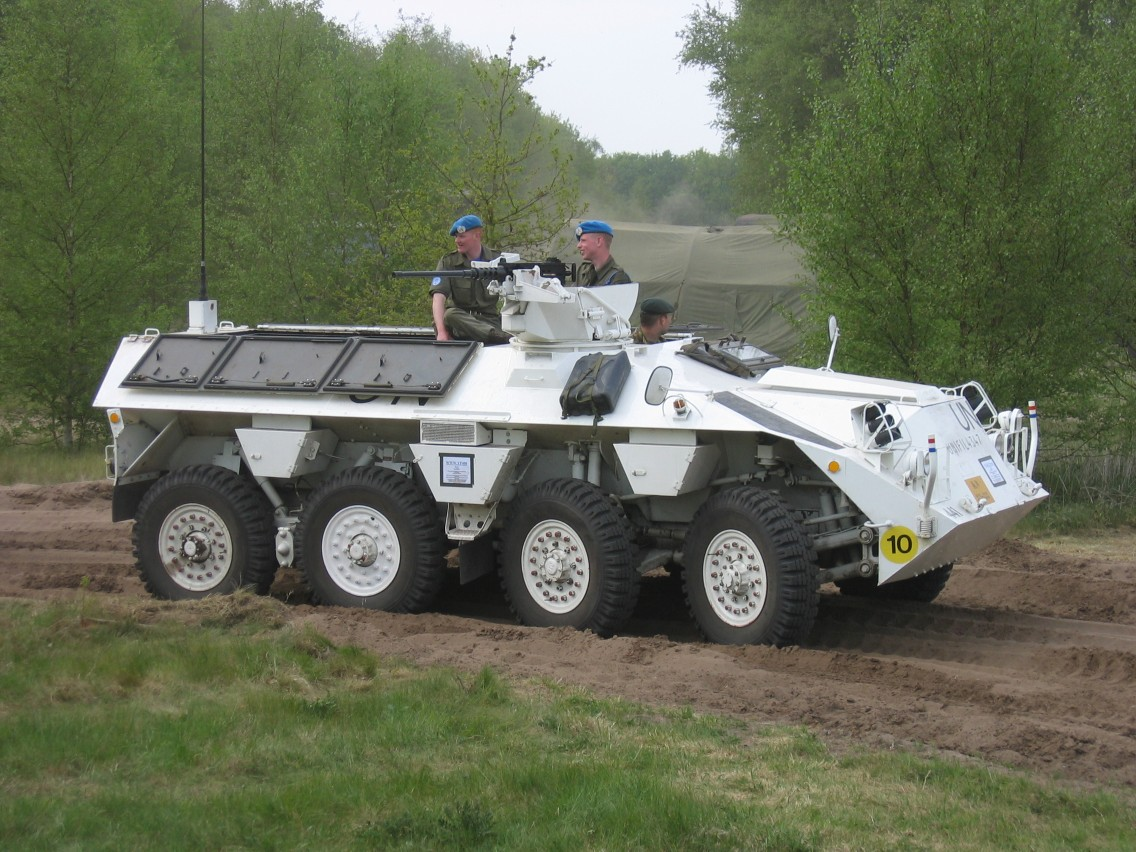
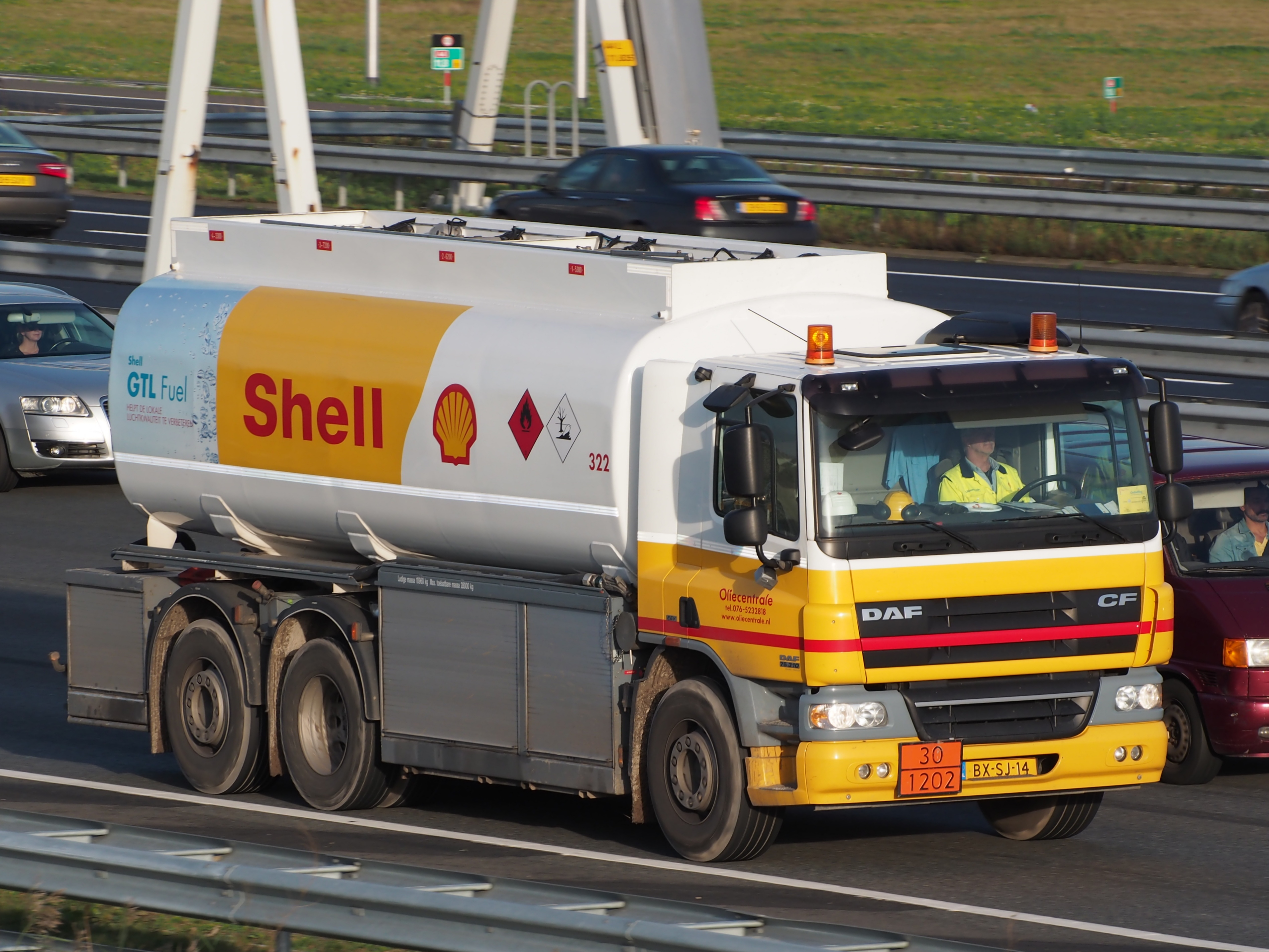
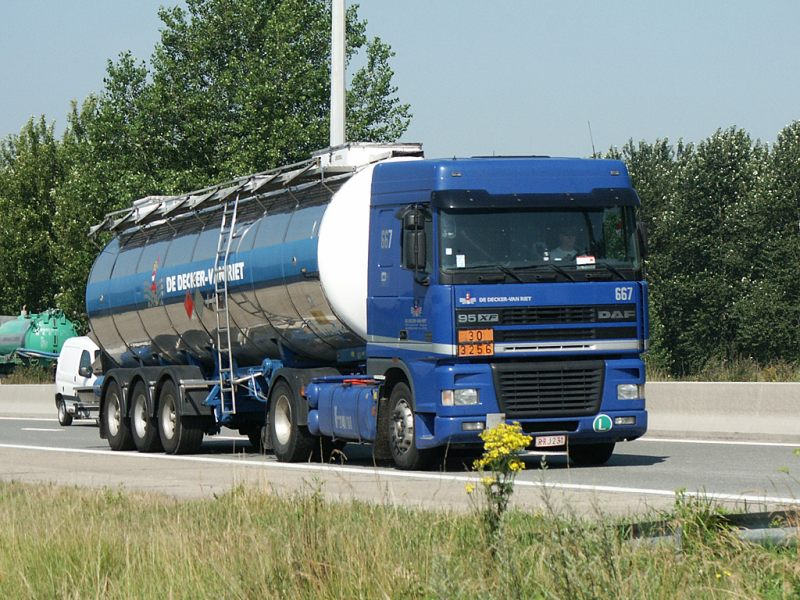
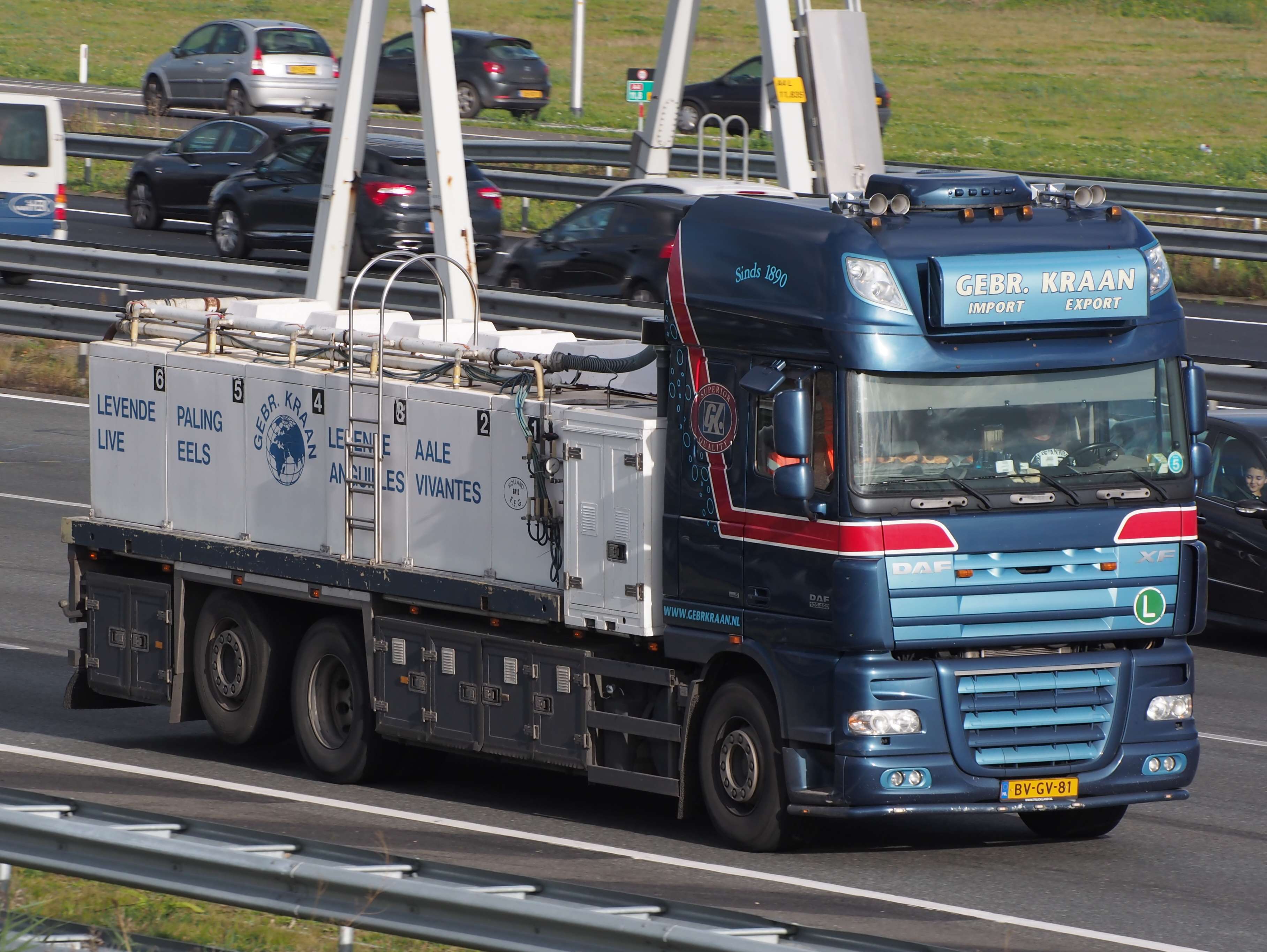
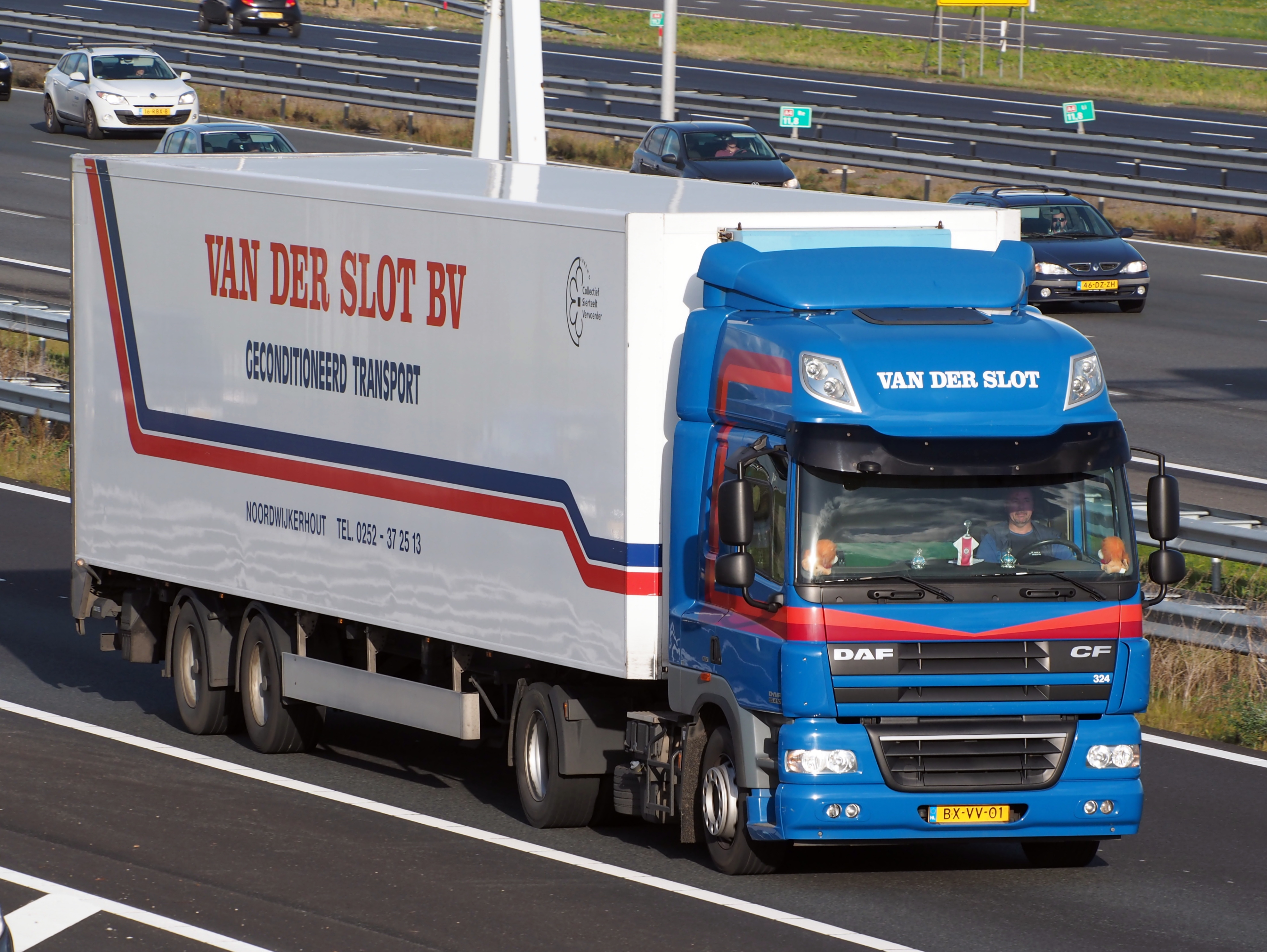

## 현재 생산차종
대형 트럭
- DAF CF

대형·준대형 트럭
- DAF XF

중형·준중형·소형트럭
- DAF LF

## 같이 보기
- 레이랜드 트럭
- VDL 버스 & 코치